# 李銀河
李銀河（イ・ウンハ、이은하、1961年3月29日 - ）は、大韓民国の女性歌手。1970年代後半のディスコブームに乗り、「ディスコの女王」「韓国のドナ・サマー」などと称され人気を博した。

## 略歴
1973年、小学6年生の時に歌手デビュー（ただし当時は年齢を詐称していた）。